# 岡田吉顕
岡田 吉顕（おかだ よしあき、1842年7月25日（天保13年6月18日） - 1928年（昭和3年）2月5日）は、幕末の備後福山藩士、明治時代の司法官、地方行政官。幼名は純二郎または次雄、通称は伊右衛門（いえもん）。
福山藩大参事。福山藩士山岡治右衛門次道の三男として生まれ、藩士岡田氏の養子となり、名を伊右衛門と改めた。長州征討に従軍したほか、明治元年には箱館戦争に福山藩総督として参戦した。同3年の版籍奉還後に福山藩大参事となり、その前年東京に常置された集議院議員となり廃藩置県準備に携わった。この時「藩治本論」を書き、新政府首脳に提出。同4年宇都宮裁判所長、同11年福山深津初代郡長となり、同40年までその職にあった。同41年から阿部家家令となる。1928年（昭和3年）に東京で没した。

## 生涯

### 生い立ち
1842年（天保13年6月18日）、東京江戸丸山藩邸において、福山藩士山岡治右衛門次道の三男として誕生。長男の次文は、後の山岡謙介である。山岡家は全く武士生活の典型であり、吉顕は物心つく頃から忠孝・質素・礼儀・信義全て武士としての要素を肝に徹するまで教育されたとされる。13歳に達すると藩学誠之館に入学して正規の文武教育を受けることになり、北条建に漢学を、寺地強平にオランダ語の初歩を学んだ。1855年（安政2年）2月 に父次道は一家を上げて福山に移住した。

### 福山藩士時代
1858年（安政5年12月）、御供番として初めて出仕し、12石2人扶持を給される。
1860年（安政7年3月）、江戸在番を命じられて出府。この在京中、万延元年19歳の時に桜田門外の変が起こった。急に出府を命じられ、高輪東禅寺において米国公使一行の護衛の任務に就いた。吉顕は不平で溜らず、重役に迫って依願免職の上申書を提出され、認められている（その後に1861年に東禅寺事件が発生した）。のちに死の前年の昭和2年病床にある頃、「日本の武士が、何で外国人を守って、同じ日本人と戦わねばならないか不平であったが、護衛は護衛であるので任務は務めた」と懐述している。その後も近習役、砲術肝煎、御使番、大目付と短期間で目ざましい昇進をみせた。
1864年（元治元年10月）、長州征討の先鋒として藩主阿部正方に従って広島に出陣。1866年（慶応2年2月）、第二次長州征討に出陣し、石州口に出陣した。6月に益田口で長州兵と激戦となり、益田市勝建寺で防戦するも破れて濱田城に退却。福山に帰還後は、慶応2年8月25日、御用人に登用され、軍政改革、長銃隊、郷兵隊の新設に関する相談役にも登用された。
明治元年9月7日、新政府から福山藩に対し箱館戦争への出兵命令が下された。福山藩は総督岡田吉顕、副総督堀兵左衛門、参謀江木鰐水、以下藩士総勢696人を組織。鷹翼、大砲、鷹頸、鷹撃、鷹飛の5隊に分け、9月21日福山城下に集結。訓練の後、10月2日、鞆津からイギリス船モーナ号に乗船し、途中越前大野藩兵と同船して一路箱館をめざした。越前大野藩の兵とともにこれを攻撃したが散々の敗戦となり、福山藩兵は青森に退く。翌2年、政府軍は甲鉄艦8隻と薩摩・長州・土佐・肥後・柳河・久留米・阿波・徳山・因幡・福山・大野・水戸・弘前・大垣・松前の各藩兵約15,000にしてこれを攻める。福山藩兵は5月16日千代ヶ岱砲台攻めでの活躍が目覚ましく之を落とした。これが最後の戦いとなり榎本軍は降伏する。
旧藩主であり同年8月に藩知事に任命された阿部正桓は、東京から帰国すると早速藩政改革に着手した。従来の家老中心政治を一掃するため、「福山藩職員令」を発布して大参事を中心とした近代的な組織へと改め、人事も刷新した。その大参事に弱冠28歳の吉顕が抜擢され、吉顕は正桓とともに意欲的な政治を行った。明治新政府における各藩の代表者会議であった集議院の議員となり、廃藩置県準備に携わった。この時『藩治本論』を著して新政府首脳に提出。

### 地方裁判官時代
藩閥政治の下で政府の要職に迎えられず、廃藩後は福山に在ったが、1875年（明治8年）5月至急出京せよとの達書があり、そのまま東京地方裁判所七等判事に任命された。実際の細かい裁判事務や多様な法令運用については全くの門外漢であり多大な懸念があったが、山田顕義の好意ゆえに無下に断ることができなかったとみられる。その後の栃木裁判所長は半年で罷免され大審院詰となった。当時としては閑職の一つであり、元々畑違いのところの空席を渡り歩くことは働き盛りの吉顕には苦痛であったため、わずか36歳で官を辞し、福山に帰る。

### 郡長時代
1878年（明治11年）11月 、深津郡・沼隈郡長に任命された。就任当時の福山地方は、徴兵制度や地租改正、地方の習慣・人情に関知しない官吏、旧福山藩領の度重なる行政区の変遷等への不満が高まっており、郷土の人情・習慣に通暁した行政官の任官を求めていた。在任中は、福山港の改修護岸工事、勧業事業、日清戦争・日露戦争の後方支援などに尽力した。1907年（明治40年）1月までの30年この職にあった。

### 東京阿部伯爵家家令時代
東京本郷区駒込に転居し、阿部伯爵家の家令となった。宮内庁筋の招聘を受けて維新資料の史談会の会員となり、自身の経歴を陳述したとみられる。

### 晩年
前立腺肥大症による腎臓水腫に併発した尿毒症が悪化し、1928年（昭和3年）2月5日に東京西片町で病没。享年87（満85歳没）。
小石川の蓮華寺に葬られた。

## 年譜
- 1842年（天保13年6月18日） - 東京江戸丸山藩邸において、福山藩士山岡治右衛門次道の三男として誕生。
- 1855年（安政2年）2月 - 福山に移住。
- 1857年（安政4年） - 岡田伊右衛門吉仲の養子になる。
- 1858年（安政5年12月） - 御供番として初めて出仕、12石2人扶持となる。同月9日養父吉仲の長女ヱイと結婚。
- 1859年（安政6年6月） - 一伝流剣術肝煎に任命。
- 1860年（安政7年3月） - 江戸在番に任命。
- 1861年（文久元年） - 5月福山在番となり、12月近習役に任命。
- 1862年（文久2年） - 2月砲術肝煎となり、12月50俵に加俸。
- 1863年（文久3年） - 1月砲術肝煎を依願して免じられ、文学並びに御文法修行を拝命。5月御使番となる。11月大目付となる。12月養父吉仲が病死し、家督400石を相続。
- 1864年（元治元年7月） - 禁門の変に番頭として出陣。
- 1866年（慶応2年2月） - 第二次長州征討に出陣。
- 1868年（明治元年9月） - 箱館戦争に福山藩総督として出陣。
- 1869年（明治2年6月） - 箱館戦争から凱旋
- 1869年（明治2年8月） - 福山藩執政に任命。
- 1870年（明治3年11月） - 版籍奉還により福山藩大参事に任命。
- 1871年（明治4年） 11月 - 小田県設置に伴い、福山藩大参事を罷免。
- 1875年（明治8年） - 東京地方裁判所七等判事に任命。
- 1878年（明治11年）11月 - 深津郡・沼隈郡長に任命。
- 1882年（明治15年）4月 - 深津郡・沼隈郡・安那郡長に任命。
- 1895年（明治28年） - 福山教育義倉が設立され、理事に就任。
- 1897年（明治30年） - 正六位に叙せられる。
- 1898年（明治31年）10月 - 深安郡長に任命。
- 1907年（明治40年） - 1月退官。4月正五位に叙せられる。
- 1908年（明治41年） - 阿部家家令を拝命。東京本郷西片町（現、東京都文京区西片）に移住する。
- 1922年（大正11年） - 老齢を理由に家令を辞するが、引き続き協議員を嘱託される。
- 1928年（昭和3年）2月5日 - 病没（享年87）。